# ピエール2世 (ブルターニュ公)
ピエール2世（Pierre II de Bretagne, ブルトン語：Pêr II, 1418年7月7日 - 1457年9月22日）は、ブルターニュ公（在位：1450年 - 1457年）。ブルターニュ公ジャン5世（6世）とフランス王シャルル6世の娘ジャンヌ・ド・フランスの息子で、フランソワ1世の弟。

## 生涯
1450年の兄の死により公位を継いだ。叔父のアルテュール・ド・リッシュモン大元帥（後のアルテュール3世）の補佐を受け、弟ジルの殺害犯の処罰とフランス王シャルル7世への臣従を行う。
百年戦争が終盤に差し掛かる中、シャルル7世の命令で叔父と共にノルマンディー・ブルターニュ防衛に務め、1452年にブルターニュへ接近したイングランド艦隊を撃退する。翌1453年、アキテーヌに駐屯するイングランド軍撃破を目標にフランス軍がアキテーヌへ向かうと、手持ちのブルターニュ軍3000人を援軍として派遣した。この部隊がフランス軍に合流しカスティヨンの戦いでフランスの勝利に貢献した。
しかし、1457年に病に倒れ39歳で死亡、1442年に結婚した妻フランソワーズ・ダンボワーズ（1427年 - 1485年）との間に子供が無く、死後公位は叔父がアルテュール3世として継いだ。しかし翌1458年に叔父も子供が無いまま亡くなったため、従弟のフランソワ2世が公位を継承した。